# Dasymaschalon bachmaensis
Mạo quả Bạch Mã (danh pháp khoa học: Dasymaschalon bachmaensis) là loài thực vật có hoa thuộc họ Na. Loài này được mô tả khoa học đầu tiên năm 2018.
Loài này có tại Vườn quốc gia Bạch Mã, Việt Nam.

## Đặc điểm
Loài này chia sẻ một vài đặc trưng với D. glaucum, D. sootepense và D. wallichii như lá có phấn màu lục xám, cánh hoa hơi giống hình trứng và vặn xoắn khi thuần thục, các mô liên kết nhị cụt và nhẵn nhụi, bầu nhụy có lông, đầu nhụy nhẵn nhụi; nhưng khác với chúng ở chỗ có đáy lá tù, lá đài hình tam giác-hình trứng lớn hơn và có lông trên cả hai mặt, cánh hoa màu vàng lục nhạt, ít nhị hơn, quả nhỏ hơn và không thắt lại giữa các hạt, hạt hình á cầu nhỏ hơn.